# Leikanger
Leikanger är en ort i Sogndals kommun i Vestland fylke i västra Norge. Orten ingår i den sammanväxta tätorten Hermansverk/Leikanger och ligger vid riksväg 13 på norra sidan av Sognefjorden. Här finns Leikangers kyrka.